# راسموس هانسون
راسموس هانسون (بالنرويجية البوكمول: Rasmus Hansson)‏ هو أحيائي وسياسي نرويجي، ولد في 4 سبتمبر 1954 في النرويج. حزبياً، نشط في حزب الخضر. وقد انتخب عضو برلمان النرويج ‏ عن دائرة أوسلو ‏ (2013 – 2017).

## روابط خارجية
- راسموس هانسون على موقع IMDb (الإنجليزية)